# 75 Leonis
75 Leonis är en röd jätte i stjärnbilden Lejonet.
75 Leonis har visuell magnitud +5,18 och är synlig för blotta ögat vid normal seeing. Den befinner sig på ett avstånd av ungefär 330 ljusår.